# Ściana przednia czaszki człowieka
Ściana przednia – tworzy właściwy kościec twarzy (facies ossea)
- jej górną granicę stanowią łuki brwiowe, boczne kości jarzmowe i gałęzie żuchwy, a dolną trzon żuchwy
- łączące się na stronie bocznej wyrostki szczęki i kości jarzmowej, tworzą kostne podłoże policzka
- centralną część ściany przedniej zajmują trzy duże otwory - wejścia do oczodołu, a pomiędzy nimi i poniżej otwór gruszkowaty prowadzący do części kostnej jamy nosowej.

Ku bokowi od otworu, a poniżej wejścia do oczodołu na kości szczękowej leży dół nadkłowy.
- oczodół ma kształt czworościennej piramidy, której szczyt jest skierowany do wnętrza czaszki, do kanału wzrokowego. W głębi oczodołu znajdują się dwie szczeliny przeznaczone do przejścia naczyń krwionośnych i nerwów.
- jama nosowa jest podzielona pionową przegrodą kostną nosa na dwie oddzielne jamy. Z jamą nosową łączą się cztery zatoki przynosowe: zatoka czołowa, szczękowa, klinowa i komórki sitowe.

Przeczytaj ostrzeżenie dotyczące informacji medycznych i pokrewnych zamieszczonych w Wikipedii.